# Hihifo (città)
Hihifo è una città di Tonga di 301 abitanti, capoluogo della divisione di Ongo Niua. Si trova sull'isola di Niuatoputapu ed è il suo centro principale.

## Storia
Il centro abitato fu colpito dal terremoto delle Samoa del 2009 che portò distruzione e morti.

## Popolazione
Secondo il censimento del 2021 la popolazione di Hihifo ammontava a 301 abitanti.